# Debil (álbum)
Debil es el primer álbum completo de estudio, de la banda alemana Die Ärzte, sacado a la venta en 1984. Contiene las 5 canciones del demo Uns geht's Prima.
Los sencillos fueron Paul y Zu spät. Después, una versión en vivo de Zu spät fue sacada en el álbum Nach uns die Sintflut en 1989 y fue un gran éxito en Alemania.
En 1987 las canciones Claudia hat'nen Schäferhund y Schlaflied fueron censuradas y prohibidas para menores de 18 años, por las autoridades alemanas, debido a su explícito contenido sexual. Fue hasta 2004 cuando dejaron de estar censuradas y, en el 2005, Débil fue relanzado como Devil, el cual contiene 6 canciones extra, un CD-ROM con videos y una versión. 

## Tracklisting
Jungsseite (lado de hombres)
1. Ärzte-Theme (Instrumental) (Felsenheimer/Runge/Urlaub) – 2:00
2. Scheisstyp [Tipo de mierda] (Felsenheimer) – 2:58
3. Paul (der Bademeister) [Paul, el encargado de la piscina] (Urlaub) – 2:26
4. Kamelralley [Ralley de camellos] (Runge/Felsenheimer, Runge, Urlaub) – 4:00
5. Frank'n'stein [Frankenstein, o Frank y piedra] (Felsenheimer) – 2:38
6. El Cattivo [El malo (italiano)] (Urlaub) – 3:12
7. Claudia hat 'nen Schäferhund [Claudia tiene un perro pastor alemán] (Urlaub) – 1:58
Mädchenseite (lado de mujeres)
8. Mädchen [Mujeres] (Urlaub) – 2:55
9. Mr. Sexpistols [Sr. pistolas sexuales] (Felsenheimer) – 3:14
10. Micha (Urlaub) – 2:52
11. Zu spät [Muy tarde] (Urlaub) – 2:43
12. Roter Minirock [Minifalda roja] (Runge, Urlaub) – 2:15
13. Schlaflied [Canción para dormir] (Urlaub) – 4:13

- Datos: Q1648898